# 2741 Valdivia
2741 Valdivia este un asteroid din centura principală, descoperit pe 1 decembrie 1975, de Carlos Torres.